# Explosions
"Explosions" é uma canção da artista musical inglesa Ellie Goulding, contida em seu álbum de estúdio Halcyon (2012). A faixa composta e produzida por John Fortis, com auxílio de Goulding na escrita. A faixa foi inicicalmente promocionalmente disponibilizada na iTunes Store da Irlanda e do Reino em 3 de agosto e 1º de outubro de 2012, respectivamente, mas foi removida pouco tempo depois em ambas as ocasiões. Em janeiro de 2013, a faixa foi anunciada como o terceiro single do disco.

## Desempenho nas tabelas musicais

### Posições
| Tabela musical (2013)                      | Melhor posição |
| ------------------------------------------ | -------------- |
| Escócia (The Official Charts Company)      | 16             |
| Eslováquia (IFPI Slovenská Republika)      | 95             |
| Irlanda (Irish Recorded Music Association) | 51             |
| Reino Unido (UK Singles Chart)             | 13             |

## Histórico de lançamento
| País        | Data                  | Formato          | Gravadora |
| ----------- | --------------------- | ---------------- | --------- |
| Irlanda     | 3 de agosto de 2012   | Download digital | Polydor   |
| Reino Unido | 1º de outubro de 2012 | Download digital | Polydor   |